# هر روز
هر روز (انگلیسی: Every Day) یک رمان عاشقانه و فانتزی برای نوجوانان نوشته دیوید لویتان نویسندۀ آمریکایی است. این کتاب در ۲۸ اوت ۲۰۱۲ توسط انتشارات آلفرد ای. کناف منتشر شد و برای سنین ۱۴ تا ۱۸ سال توصیه می‌شود. هر روز پرفروش‌ترین کتاب نیویورک تایمز است.
دنبالۀ این رمان به‌نام روزی دیگر در ۲۵ اوت ۲۰۱۵ منتشر شد.

## فیلم
در ژوئن ۲۰۱۷، اعلام شد که هر روز برای یک فیلم بلند اقتباس می‌شود و انگوری رایس در نقش ریانون بازی می‌کند. جسی اندروز، نویسندۀ من و ارل و دختر در حال مرگ، فیلمنامه را نوشت و مایکل ساکسی کارگردانی آن را بر عهده دارد. فیلمبرداری در تابستان ۲۰۱۷ و برای اکران در سال ۲۰۱۸ انجام شد.